# 奥西尼
奥西尼（義大利語：Osini），是意大利撒丁大区努奥罗省的一个市镇。总面积39.68平方公里，人口846人，人口密度21.3人/平方公里（2009年）。ISTAT代码为105013。